# ザ☆ボン
ザ☆ボンは、日本のロックバンド。

## 概要
2001年大阪の音楽専門学校で出会い結成。
ギターレス・ガールズバンドである。2006年9月メジャー・デビュー。2008年7月13日付で解散。

## 解散時のメンバー
- りんご
- まいこ
- りえ
- かよっこ

## ディスコグラフィー

### シングル
- 雨（2007年6月27日）
- ハロー（2007年10月24日）
- おもひできらきら（2008年7月2日）

### アルバム
- ガールフレンド（2002年5月22日）
- ★★★★★（2002年11月20日）
- 03 TOYBOX（2004年7月21日）

### DVD
- ラスト☆センチメンタリスト（2006年4月21日）

## タイアップ一覧
| 使用年 | 曲名            | タイアップ                                                                    |
| ------ | --------------- | ----------------------------------------------------------------------------- |
| 2006年 | サニードライブ  | TBS系『激あま〜い』2006年8・9月度オープニングテーマ                           |
| 2007年 | 桜陽 -サクラビ- | 日本テレビ『気になる通販ランキング!ポシュレデパート深夜店』エンディングテーマ |
| 2007年 | 雨              | 日本テレビ『気になる通販ランキング!ポシュレデパート深夜店』オープニングテーマ |
| 2007年 | ハロー          | テレビ東京系アニメ『爆丸バトルブローラーズ』第2期エンディングテーマ           |

## メディア
- 第一興商スターカラオケ「indieBang」
- ミュージック・ジャパンTV「LIVE SHOT～ALPHA NIGHT VOL.3」
- TOKYO MX「indies A GO GO!」
- FM OSAKA
  - Beat Discovery.Ash-Dub
  - Beat Discovery.Ash-MIX
  - Band On The Run
- ラジオ大阪「ザ☆ボンのレッツ セイ ハロー!」
- BAYFM　NEO STREAM NIGHT
- 関西テレビ　2時ワクッ!
- 阪神シティケーブル　ねっとわーくプラス
- NHK 高松　ごじ☆えもん
- 高松ケーブルテレビ 　カウントダウン高松
- FM COCOLO　ONKYO presents Premium Hits!
- FM GENKI　夕方交差点 GENKIもって来い!
- STREET ROCK FILE
- ColoR
- WHAT'S IN
- ジャングル☆ライフ
- AQUADIUM
- CDジャーナル
- 月刊歌謡曲